# 이윤식
이윤식(李允植, 1793년-1858년)은 조선 후기의 문신으로 어영대장(御營大將) 이당(李溏)의 2남이다.

## 생애
조선 후기의 문신으로 본관은 전주, 휘는 윤식(允植), 자는 긍중(肯中)이다. 현감(縣監) 증 이조참판(吏曺參判) 이명익(李明翼)의 증손이고, 도승지(都承旨) 이형규(李亨逵)의 손자이다. 아버지는 어영대장(御營大將) 이당(李溏)이며, 어머니는 승지(承旨) 대구인(大邱人) 서유원(徐有元)의 딸로 정부인 대구서씨(貞夫人 大邱徐氏)이다.
부인은 부사(府使) 연안인(延安人) 김수(金銖)의 딸로 숙부인 연안김씨(淑夫人 延安金氏)이다.
어영대장 당의 2남으로 1793년 3월 15일 탄생하였다. 1810년(순조 10) 경오(庚午) 식년시(式年試) 생원(生員) 2등(二等) 23위에 급제하고, 1811년(순조 11) 태학생 응제시(太學生應製試)에서 차삼하이(次三下二)하여 직부전시(直赴殿試)되고, 이해 9월 27일 응제(應製)에서 차상(次上)하여 고례시상(考例施賞)받았다.
1812년(순조 12) 제부(製賦)에서 차상(次上)하여 고례시상(考例施賞)받고, 1813년(순조 13) 응제(應製)에 입격(入格)하였다.
1824년(순조 24) 휘경원 참봉(徽慶園參奉)에 제수되고, 1825년(순조 25) 과행행(果幸行)하였다.
1826년(순조 26) 상의 별제(尙衣別提)에 제수되었다가 이해 6월 호조 좌랑(戶曹佐郞)에 제수되었다.
1827년(순조 27) 사직서 령(社稷署令)에 제수되었다가 이해 윤5월 돈녕 판관(敦寧判官)에 제수되었다. 이해 8월 형조 좌랑(形曹佐郞)에서 종묘 령(宗廟令)으로 상환(相換)되고, 이해 9월 온릉 령(溫陵令)에 제수되었다.
1829년(순조 29) 포천 현감(抱川縣監)에 제수되고, 1832년(순조 32) 보은 군수(報恩郡守)에 제수되었다.
1833년(순조 33) 보은 군수(報恩郡守) 재임 중 공충좌도 암행어사(公忠左道暗行御史) 김기만(金箕晩)이 서계(書啓)에 잘 다스린 실상을 말해 승급하라하여 이해 8월 양양 부사(襄陽府使)에 제수되었다.
1843년(헌종 9) 영희전 령(永禧殿令)에 제수되고, 1844년(헌종 10) 상의 첨정(尙衣僉正)에 제수되었다.
1846년(헌종 12) 형조 정랑(刑曹正郞)에 제수되었다가 이해 12월 경모궁 령(景慕宮令), 의빈 도사(儀賓都事)에 제수되었다.
1847년(헌종 13) 장악 첨정(掌樂僉正)에 제수되었다가 이해 9월 순흥 부사(順興府使)에 제수되었다.
1858년(철종 9) 8월 13일 향년 66세로 별세하여 양주 석적면 항동 자좌(子坐)로 예장하였다.

## 가족관계
- 증조부 : 이명익(李明翼)
- 조부 : 이형규(李亨逵)
- 아버지 : 이당(李溏)
- 어머니 : 정부인 대구서씨(貞夫人 大邱徐氏), 승지(承旨) 대구인(大邱人) 서유원(徐有元)의 딸.
- 부인 : 숙부인 연안김씨(淑夫人 延安金氏, 1792년-1852년), 부사(府使) 연안인(延安人) 김수(金銖)의 딸.
  - 아들(양자) : 이위(李煒), 4촌 이경식(李敬植)의 아들.